# Tjebysjovs funktion
Inom matematiken är Tjebysjovs funktion någondera av två relaterade funktioner.  Tjebysjovs första funktion ϑ(x) eller θ(x) definieras som 
{\displaystyle \vartheta (x)=\sum _{p\leq x}\log p}
där summan är över alla primtal p mindre eller lika stora som  x. 
Tjebysjovs andra funktion ψ(x) har en liknande definition, men summan är istället över alla primtalspotenser mindre eller lika stora som x:
{\displaystyle \psi (x)=\sum _{p^{k}\leq x}\log p=\sum _{n\leq x}\Lambda (n)=\sum _{p\leq x}\lfloor \log _{p}x\rfloor \log p}
där {\displaystyle \Lambda } är Mangoldtfunktionen. Tjebysjovfunktionerna, speciellt den andra ψ(x), används ofta i samband med primtal eftersom det vanligtvis är lättare att hantera dem än primtalsfunktionen, π(x) Båda funktionerna är asymptotiska till x, vilket är ekvivalent till primtalssatsen.
Båda funktionerna är uppkallade efter Pafnutij Tjebysjov.

## Relationer
Tjebysjovs funktioner är relaterade enligt formeln
{\displaystyle \psi (x)=\sum _{n=1}^{\infty }\vartheta \left(x^{1/n}\right).}
Notera att summan har bara ändligt många termer, eftersom 
{\displaystyle \vartheta \left(x^{1/n}\right)=0{\text{ för }}n>\log _{2}x\,.}

## Alternativa uttryck
Tjebysjovs första funktion är relaterad till logaritmen av primorialen av x, betecknad med x#:
{\displaystyle \vartheta (x)=\sum _{p\leq x}\log p=\log \prod _{p\leq x}p=\log(x\#).}
Det här bevisar att x# är asymptotiskt lika med exp((1+o(1))x).
Tjebysjovs andra funktion är logaritmen av minsta gemensamma nämnaren av talen från 1 till n:
{\displaystyle \operatorname {mgn} (1,2,\dots ,n)=e^{\psi (n)}.}

## Tillväxt
Följande resultat om Tjebysjovs funktioner är kända: (i följande formler är pk det kte primtalet, p1 = 2, p2 = 3, etc.)
{\displaystyle \vartheta (p_{k})\geq k\left(\ln k+\ln \ln k-1+{\frac {\ln \ln k-2.050735}{\ln k}}\right)} för {\displaystyle k\geq 10^{11},}
{\displaystyle \vartheta (p_{k})\leq k\left(\ln k+\ln \ln k-1+{\frac {\ln \ln k-2}{\ln k}}\right)} för k ≥ 198,
{\displaystyle |\vartheta (x)-x|\leq 0.006788{\frac {x}{\ln x}}} för x ≥ 10,544,111,
{\displaystyle |\psi (x)-x|\leq 0.006409{\frac {x}{\ln x}}} för x ≥ exp(22),
{\displaystyle 0.9999{\sqrt {x}}<\psi (x)-\vartheta (x)<1.00007{\sqrt {x}}+1.78{\sqrt[{3}]{x}}} för {\displaystyle x\geq 121.}
Under antagande av Riemannhypotesen är
{\displaystyle |\vartheta (x)-x|=O(x^{1/2+\varepsilon })}
{\displaystyle |\psi (x)-x|=O(x^{1/2+\varepsilon })}
för alla {\displaystyle \varepsilon >0.}
Övre gränser för tillväxten är
{\displaystyle \vartheta (x)<1.01624x}
{\displaystyle \psi (x)<1.03883x}
för alla {\displaystyle x>0.}
Erhard Schmidt har bevisat att
{\displaystyle \psi (x)-x\neq o\left({\sqrt {x}}\right).}
Hardy och Littlewood bevisade det starkare resultatet
{\displaystyle \psi (x)-x\neq o\left({\sqrt {x}}\log \log \log x\right).}

## Exakt formel
1895 bevisade Hans Carl Friedrich von Mangoldt en exakt formel för {\displaystyle \psi (x)}:
{\displaystyle \psi _{0}(x)=x-\sum _{\rho }{\frac {x^{\rho }}{\rho }}-{\frac {\zeta '(0)}{\zeta (0)}}-{\frac {1}{2}}\log(1-x^{-2}).}
(Det numeriska värdet av ζ'(0)/ζ(0) är log(2π).) Här går {\displaystyle \rho } över alla icke-triviala nollställen av Riemanns zetafunktion, och ψ0 är samma funktion som ψ, förutom att vid diskontinuiteterna  (primtalspotenserna) är dess värde hälften av värdena till höger och vänster om den:
{\displaystyle \psi _{0}(x)={\frac {1}{2}}\left(\sum _{n\leq x}\Lambda (n)+\sum _{n<x}\Lambda (n)\right)={\begin{cases}\psi (x)-{\frac {1}{2}}\Lambda (x)&x=2,3,4,5,7,8,9,11,13,16,\dots \\\psi (x)&{\mbox{annars.}}\end{cases}}}